# Събор на българите в Украйна
Съборът на българите в Украйна (на руски: Всеукраинский болгарский собор), известен също като Всеукраински български събор, е обща среща на българската общност в Украйна.
Проведен е за пръв път през 1998 г., като е замислен да се провежда през септември веднъж на 2 години. Негов организатор е Асоциацията на българите в Украйна.

## Събори
Кратка справка за проведените събори:
| Събор (№) | Година на провеждане | Място на провеждане  | Брой посетители (оценки) |
| I         | 1998                 | Одеса                | 1500                     |
| II        | 2001                 | Одеса                | 2000                     |
| III       | 2003                 | Одеса                |                          |
| IV        | 2005                 | Одеса                | 3000                     |
| V         | 2007                 | Одеса                | 5000                     |
| VI        | 2013                 | Одеса                | 5000                     |
| VII       | 2016                 | Белгород Днестровски | 10 000                   |

### Първи
Съборът се провежда през септември 1998 г. в град Одеса, по инициатива на Одеското българско дружество при активната помощ и участие на Асоциацията на българите в Украйна. В него взимат участие близо 1500 души, които се срещат и общуват с приятели и роднини. В Първия събор участват най-добрите български самодейни ансамбли от Бесарабия, организират се борби.

### Втори
Съборът се провежда през 2001 г. в град Одеса. Той е посветен на 200–та годишнина от преселването на българите в дн. Одеска област. Пристигат над 2000 души от цяла Украйна. Освен богатата и разнообразна концертна програма, от Всеукраинския център за българска култура в Одеса и Българския културен център в Болград е организирана голяма изложба на българско народно творчество и приложно изкуство. Почетни гости на празника са група народни представители от България, както и представители на украинската власт от Киев, Одеса и региона.

### Трети
Съборът се провежда през 2003 г. в град Одеса. Той е посветен на 10–та годишнина от учредяването на Асоциацията на българите в Украйна (създадена от 10 дружества, и се превръща в единствена българска асоциация в Украйна, която към този момент обединява над 60 български организации). Програмата на събора включва голяма етнографска изложба, фолклорен концерт на български самодейци от Бесарабия и Таврия.

### Четвърти
Съборът се провежда през 2005 г. в град Одеса. С изложба на българи–художници от Крим, с провеждане на IX международна конференция „Българите в Северното Причерноморие“, голям празничен концерт, състезания по борба и етнографска изложба. Събират се над 3000 души, от Украйна, Молдова и България. Почетен гост на събора е вицепрезидентът на България – Ангел Марин. Съборът преминава под патронажа на депутата във Върховната рада на Украйна – Антон Кисе.

### Пети
Съборът се провежда през 2007 г. в град Одеса. На юбилейния събор се събират над 5000 души, основно от Украйна и България. Открита е 10–та юбилейна международна конференция „Българите в Северното Причерноморие“, в която взимат участие учени от Украйна, Молдова, България и Русия. Почетен гост на събора е вицепрезидентът на България – Ангел Марин.
На събора се изнася гала-концерт с участие на най-добрите български народни ансамбли от Бесарабия. Присъства българския певец Илия Луков и танцова фармация „Пирина“, които заедно с многохилядната публика играят най-дългото хоро в света. Участие взима българската естрадна певица Лили Иванова.
За първи път в историята на българската диаспора Съборът на българите в Украйна е излъчен на живо от няколко сателитни телевизионни канала в България.

### Шести
Съборът се провежда през 2013 г. в град Одеса. На събора се събират над 5000 души, предимно от Украйна. Присъстват гости от Молдова и България. Той се провежда в централен стадион „Спартак“, в центъра на града. Общо 600 изпълнители в ансамбли взимат участие, от тях: 400 български и 200 други участници от Украйна – украински, руски, гагаузки, албански. Участва ансамбъл от Молдова. Има вокални и театрални мероприятия. Присъства българския певец Илия Луков.

### Седми
Съборът се провежда през 2016 г. край „Белградската крепост“, в близост до град Белгород Днестровски. Присъстват около 10 000 души. В програмата взимат участие над 50 състава, предимно от Украйна. Участват музикални изпълнители от България и Молдова, като – Веселин Маринов, Катя Бужинская, Илия Луков.
По този повод президентът на Украйна – Петро Порошенко изпраща обръщение, в което изтъква приноса на българската общност. На събитието присъстват депутати от парламентите на Украйна, България и ЕС, както и министъра на културата на България – Вежди Рашидов.